# Charlotte Sting 2001
La stagione 2001 delle Charlotte Sting fu la 5ª nella WNBA per la franchigia.
Le Charlotte Sting arrivarono quarte nella Eastern Conference con un record di 18-14. Nei play-off vinsero la semifinale di conference con le Cleveland Rockers (2-1), la finale di conference con le New York Liberty (2-1), perdendo poi la finale WNBA con le Los Angeles Sparks (2-0).

## Roster
| N° | Naz.                   | Ruolo | Sportivo             | Anno | Alt. | Peso |
| -- | ---------------------- | ----- | -------------------- | ---- | ---- | ---- |
| 3  | Stati Uniti (bandiera) | C     | Summer Erb           | 1977 | 198  | 109  |
| 5  | Stati Uniti (bandiera) | G     | Dawn Staley          | 1970 | 168  | 61   |
| 7  | Stati Uniti (bandiera) | C     | Shalonda Enis        | 1974 | 185  | 84   |
| 8  | Stati Uniti (bandiera) | G     | Kelly Miller         | 1978 | 178  | 64   |
| 10 | Stati Uniti (bandiera) | G     | Reshea Bristol       | 1978 | 178  | 63   |
| 13 | Stati Uniti (bandiera) | G     | Tonya Edwards        | 1968 | 178  | 73   |
| 20 | Stati Uniti (bandiera) | G     | Keisha Anderson      | 1974 | 170  | 57   |
| 21 | Stati Uniti (bandiera) | GA    | Allison Feaster      | 1976 | 180  | 76   |
| 32 | Stati Uniti (bandiera) | G     | Andrea Stinson       | 1967 | 178  | 72   |
| 33 | Mozambico (bandiera)   | C     | Clarisse Machanguana | 1976 | 196  | 82   |
| 44 | Stati Uniti (bandiera) | A     | Charlotte Smith      | 1973 | 183  | 67   |
| 55 | Canada (bandiera)      | C     | Tammy Sutton-Brown   | 1978 | 193  | 90   |

## Staff tecnico
- Allenatore: Anne Donovan
- Vice-allenatori: Trudi Lacey, Cheryl Reeve
- Preparatore atletico: Tamara Poole